# Protonemura canigolensis
Protonemura canigolensis är en bäcksländeart som beskrevs av Peter Zwick och Vinçon 1993. Protonemura canigolensis ingår i släktet Protonemura och familjen kryssbäcksländor. Inga underarter finns listade i Catalogue of Life.